# Boreț, Plovdiv
Boreț (în bulgară Борец) este un sat în comuna Brezovo, regiunea Plovdiv,  Bulgaria. 

## Demografie
Componența etnică a satului Boreț
     Bulgari (67,11%)
     Romi (27,49%)
     Nicio identificare (5,39%)
     Altele (0%)
La recensământul din 2011, populația satului Boreț era de 742 locuitori. Din punct de vedere etnic, majoritatea locuitorilor (67,11%) erau bulgari, cu o minoritate de romi (27,49%). Pentru 5,39% din locuitori nu este cunoscută apartenența etnică.